# Heteralonia acrodiscoides
Heteralonia acrodiscoides är en tvåvingeart som först beskrevs av Mario Bezzi 1921.  Heteralonia acrodiscoides ingår i släktet Heteralonia och familjen svävflugor.
Artens utbredningsområde är Namibia. Inga underarter finns listade i Catalogue of Life.